# Vegeterrible
|  | Denne artikel er oprettet af botten PalnaBot ud fra en ekstern database. Den kan derfor have sproglige fejl eller mangler. Denne skabelon kan fjernes efter kontrol af indholdet. |

Vegeterrible er en film instrueret af Henrik Sønniksen, Benjamin Nielsen.

## Handling
En mexicansk fest går helt galt da en glubsk og sulten, rådden avocado ødelægger festen og begynder at fortære gæsterne. Vegeterrible er en film om den allersidste tomats flugt for livet.